# The Smiths
The Smiths (транскр.  Смитс) је био британски алтернативни рок састав, који је постојао од 1982. до 1987. године. Настао је у Манчестеру, у Енглеској. Чланови бенда су били Мориси (вокал), Џони Мар (гитара), Енди Рорк (бас), те Мајк Џојс на бубњевима. Критичари их сматрају једним од најбољих инди састава британске сцене 1980-их, те су и данас један од најважнијих састава који су оставили свој утицај на инди сцену. Издали су четири студијска албума, а 1987. група се расформирала због несугласица између Морисија и Мара, али су иза себе оставили велики круг обожавалаца који и даље расте. Иако се њихове песме и албуми никада нису позиционирали на прво или висока места ранг-листи синглова и албума у Уједињеном Краљевству, група је уживала значајну популарност, највише због оригиналне музике, енергичних концерата и честог пуштања њихове музике на радио станицама високошколских установа. Многи музички критичари и новинари сматрају да се разлог успеха групе налази у текстовима песама, који су често елоквентни, вицкасти, критични и саркастични.
Албум The Queen Is Dead уврштен је на листу 500 најбољих албума свих времена по избору часописа „Ролинг стоун“, док су песме William, It Was Really Nothing и How Soon Is Now? уврштени на 500 најбољих песама свих времена по избору часописа „Ролинг стоун“.

## Дискографија
Студијски албуми
- The Smiths (1984)[5]
- Meat Is Murder (1985)[5]
- The Queen is Dead (1986)[5]
- Strangeways, Here We Come (1987)[5]

Албум уживо
- Rank (1985)[6]